# Omer Grawet
Omer Grawet (Bassevelde, 7 augustus 1922 - Oostende, 16 mei 2004) was een Vlaams journalist en nieuwslezer.
Omer Grawet begon zijn loopbaan als journalist bij de krant Het Laatste Nieuws, onmiddellijk na de Tweede Wereldoorlog. In 1953 stapte hij over naar het Nationaal Instituut voor de Radio Omroep (N.I.R.), dat hetzelfde jaar van start wilde gaan met televisie-uitzendingen in Vlaanderen en daarom volop personeel aanwierf. De eerste uitzending ging op 31 oktober 1953 de ether in, vanuit het Flageygebouw in Elsene. 
Grawet werd een bekende televisiejournalist. Eind jaren 1950 werd hij verslaggever in Belgisch-Congo. In die hoedanigheid was hij getuige van de Congolese onafhankelijkheid en de woelige politieke periode die daarop volgde. Hij werd al vlug beschouwd als de Congospecialist van de nationale omroep. Daarnaast draaide hij ook buitenlandse reportages in onder meer Marokko en Turkije.
In 1960 veranderde het NIR van naam en werd BRT (Belgische Radio en Televisie). Van 1966 tot 1968 zegde Grawet de televisie eventjes vaarwel om woordvoerder te worden van Frans Grootjans, toen minister van Nationale Opvoeding. Hij keerde daarna nog eventjes terug naar de BRT, maar verliet de nationale omroep definitief in 1970. Hij werd hoofdredacteur van de regionale redactie van Het Laatste Nieuws en bleef dat tot aan zijn pensioen in 1987.
In 1996 werd hij lid van de Vlaamse Geschillenraad voor Radio en Televisie en in 2000 zelfs voorzitter.

## In populaire cultuur
- De Strangers vermelden in het lied "T.V Truut" (1960) dat ze "Paula met Omer Grawet een tv-rally zag doen"